# Advance (Indiana)
Advance és una població dels Estats Units a l'estat d'Indiana. Segons el cens del 2000 tenia 562 habitants.

## Demografia
Segons el cens del 2000, Advance tenia 562 habitants, 183 habitatges, i 150 famílies. La densitat de població era de 344,4 habitants per km².
Dels 183 habitatges en un 45,4% hi vivien nens de menys de 18 anys, en un 68,3% hi vivien parelles casades, en un 7,1% dones solteres, i en un 17,5% no eren unitats familiars. En el 13,7% dels habitatges hi vivien persones soles el 2,2% de les quals corresponia a persones de 65 anys o més que vivien soles. El nombre mitjà de persones vivint en cada habitatge era de 3,07 i el nombre mitjà de persones que vivien en cada família era de 3,4.
Per edats la població es repartia de la següent manera: un 33,5% tenia menys de 18 anys, un 6,9% entre 18 i 24, un 32,6% entre 25 i 44, un 20,1% de 45 a 60 i un 6,9% 65 anys o més.
L'edat mediana era de 32 anys. Per cada 100 dones de 18 o més anys hi havia 95,8 homes.
La renda mediana per habitatge era de 45.000 $ i la renda mediana per família de 50.972 $. Els homes tenien una renda mediana de 35.313 $ mentre que les dones 21.500 $. La renda per capita de la població era de 17.169 $. Entorn del 4,2% de les famílies i el 6,9% de la població estaven per davall del llindar de pobresa.

## Poblacions més properes
El següent diagrama mostra les poblacions més properes.